# Korfu-Zwischenfall
Der Korfu-Zwischenfall war eine diplomatische und kriegerische Auseinandersetzung um die griechische Insel Korfu zwischen dem Königreich Griechenland und dem Königreich Italien im Jahre 1923. Der faschistische Ministerpräsident Italiens, Benito Mussolini, nahm die Ermordung des italienischen Generals Tellini, der zur Schlichtung von Grenzkonflikten eingesetzt worden war, zum Anlass, Korfu zu besetzen. Nachdem der Völkerbund die Angelegenheit nicht zu lösen bereit war, kam die Pariser Botschafterkonferenz den Forderungen Mussolinis überwiegend nach. Als Griechenland diese erfüllte, verließen die Italiener Korfu nach mehrtägiger Besetzung wieder.

## Ausgangslage

Der griechische Staat 1832–1947

Ausbreitung und Konflikte mit den Nachbarstaaten
Nach dem griechischen Unabhängigkeitskrieg von 1821–1829 wurde 1832 das griechische Königreich international anerkannt. Am 21. Mai 1864 trat die Republik der Ionischen Inseln mit Korfu dem griechischen Staat bei. Griechenland wuchs 1881 um Thessalien und 1908 um Kreta. Während der beiden Balkankriege in den Jahren 1912 und 1913 sicherte sich Griechenland Kreta endgültig, erweiterte sein Territorium um Teile Makedoniens und des Epirus. Griechenland hatte damit eine territoriale Größe erreicht, die der heutigen stark entspricht.
Im Ersten Weltkrieg blieb Griechenland lange neutral, trat erst 1917 auf Seiten der Entente in den Krieg ein. In Griechenland entwickelte sich die Megali Idea unter Venizelos: Getragen von dem Wunsch, mehrheitlich von Griechen besiedelte Gebiete dem Staatsgebiet anzuschließen, kämpfte das junge Königreich gegen das durch den Ersten Weltkrieg geschwächte Osmanische Reich im Griechisch-Türkischen Krieg von 1919 bis 1922, auch um die hinzugewonnenen Gebiete des Vertrages von Sèvres zu verteidigen und zu erweitern. Griechenland verlor den Griechisch-Türkischen Krieg, die griechische Bevölkerung wurde in der Kleinasiatischen Katastrophe aus Kleinasien vertrieben. Griechenland nahm einen Großteil dieser Flüchtlinge auf und büßte gleichzeitig politische Stabilität ein, es gab mehrere militärische Umsturzversuche. Nach politischem Druck Italiens musste Griechenland die schon lange besetzte Insel Sason (heute: Sazan) in der Straße von Otranto an Italien abtreten.
Im Vertrag von Lausanne wurde am 24. Juli 1923 ein großer Bevölkerungsaustausch vereinbart, wonach Griechen die Türkei und Türken Griechenland verlassen mussten. Griechenland war durch die vielen Kriege und die Niederlage mit der Türkei geschwächt, während es gleichzeitig hunderttausende griechische Flüchtlinge aufnehmen musste.
Derweil war 1922 Mussolini Regierungschef des Königreichs Italiens geworden mit dem Drang, seinen Staat zu erweitern.
Grenzstreitigkeiten im Nordwesten
Im Westen versuchte Griechenland nach dem ersten Balkankrieg den Nordepirus anzuschließen. Darüber kam es mit dem neu gegründeten Fürstentum Albanien zu Grenzstreitigkeiten. Beide Staaten brachten ihren Konflikt vor die Pariser Botschafterkonferenz, welche eine Kommission aus britischen, französischen und italienischen Offiziellen bildete, um die Grenzen mit Genehmigung des Völkerbundes festzusetzen und den Disput beizulegen.
Der italienische General Enrico Tellini wurde Kommissionsvorsitzender. Bereits zu Beginn der Verhandlungen gestaltete sich das Verhältnis zwischen Griechenland und der Kommission als schwierig. Schließlich warf die griechische Delegation Tellini öffentlich vor, sich zugunsten der albanischen Ansprüche einzusetzen.

## Ermordung Tellinis
Am 27. August 1923 wurden Tellini, zwei seiner Berater, ihr Dolmetscher und ihr Fahrer Opfer eines Hinterhalts, bei dem sie von unerkannten Tätern am Grenzübergang von Kakavia auf griechischem Gebiet, etwa 60 Kilometer nordwestlich von Ioannina, ermordet wurden. Die fünf Opfer waren Enrico Tellini, Major Luigi Corti, Lieutenant Mario Bonacini, der albanische Dolmetscher Thanassi Gheziri und der Fahrer Farnetti Remizio. Keines der Opfer wurde bestohlen. Das Attentat ereignete sich nahe der umstrittenen Grenze und hätte von beiden Streitparteien ausgeführt werden können.
Nach Berichten italienischer Zeitungen und der offiziellen Erklärung der albanischen Regierung war die Attacke von Griechen ausgeführt worden, während andere Quellen, darunter die griechische Regierung mit ihren Vertretern und dem rumänischen Konsul in Ioannina albanische Banditen verantwortlich machten. Reginald Leeper, britischer Botschafter in Athen, schrieb 1945 in einem Brief an das britische Außenministerium, dass die Griechen die Çamen als Täter beschuldigen könnten.

## Italienische und griechische Reaktionen
Mit Bekanntwerden des Attentats brachen in Italien anti-griechische Demonstrationen aus. Sämtliche griechische Zeitungen verurteilten das Attentat und bezeugten Italien Wohlbekunden. Sie äußerten den Wunsch, das griechische Kabinett möge Italien befriedigen, ohne die eigene nationale Würde zu verletzen.
Am 29. August 1923 reagierte Italien, indem es Griechenland ein Ultimatum mit sieben Forderungen schickte:
1. Eine offizielle, vollständige Entschuldigung bei der italienischen Delegation in Athen.
2. Eine Trauerfeier in der katholischen Kathedrale in Athen bei Anwesenheit der gesamten griechischen Regierung.
3. Militärische Ehren für die Toten.
4. Volle Ehre der griechischen Flotte gegenüber der italienischen, die nach Piräus geschickt würde.
5. Todesstrafe für die Schuldigen.
6. Eine Reparationszahlung in Höhe von 50 Millionen Lire[30][31] innerhalb von fünf Tagen nach Erhalt des Ultimatums.
7. Eine genaue Untersuchung der Vorfälle unter Beteiligung des italienischen Militärattachés.[32][33][34]

Ferner verlangte Italien, Griechenland müsse auf das Ultimatum binnen 24 Stunden antworten.
Griechenland reagierte am folgenden Tage und akzeptierte vier der Forderungen mit Modifikationen:
1. Der Kommandant von Piräus würde dem italienischen Minister das Bedauern der griechischen Regierung ausdrücken.
2. Eine Trauerfeier würde in Gegenwart von Regierungsmitgliedern abgehalten.
3. Am selben Tage würde eine Abordnung der Wache die italienische Flagge bei der italienischen Delegation salutieren.
4. Das Militär würde den körperlichen Überreste der Opfer Ehre bezeugen, wenn diese auf ein italienisches Kriegsschiff überführt würden.

Die weiteren Forderungen wurden mit dem Hinweis abgelehnt, sie verletzten die Souveränität und Würde Griechenlands. Außerdem erklärte die griechische Regierung ihre volle Kooperationsbereitschaft dahingehend, als Akt der Gerechtigkeit den Familien der Opfer eine angemessene Entschädigung zu zahlen. Die Beteiligung des italienischen Militärattachés an der Untersuchung wurde abgelehnt, jedoch würde dessen Unterstützung durch Informationen zur Fahndung der Täter akzeptiert.
Mussolini und das italienische Kabinett waren mit der griechischen Antwort unzufrieden und erklärten sie für inakzeptabel. Die italienische Presse, darunter die Zeitungen der Opposition, unterstützten Mussolinis Forderungen und insistierten, Griechenland müsse sich anstandslos fügen. Mussolinis Entscheidung wurde in ganz Italien mit Begeisterung aufgenommen.

## Bombardierung und Besetzung Korfus
Am 31. August 1923 bombardierte ein Geschwader der italienischen Marine die griechische Insel Korfu und landete nach unterschiedlichen Quellen 5.000, 8.000 oder 10.000 Soldaten. Flugzeuge unterstützten die Angriffsbewegungen. Die Italiener konzentrierten ihr Feuer auf die alte Festung in der Stadt Korfu, welche schon lange demilitarisiert war und als Obdach für griechische Flüchtlinge aus Kleinasien diente, und die Schule der Stadtpolizei in der neuen Festung, die ebenfalls als Flüchtlingsunterkunft diente. Das Bombardement dauerte 15 oder 30 Minuten. Infolgedessen wurden 16 Zivilisten getötet, 30 verwundet und zwei amputiert; nach anderer Quelle 20 getötet und 32 verwundet. Unter den Opfern befanden sich keine Soldaten, alle waren Flüchtlinge oder Waisenkinder. Die Mehrheit der Getöteten waren Kinder. Der Kommissar von Save the Children beschrieb die Bombardierung als unmenschlich und abscheulich, nicht zu rechtfertigen und unnötig.
Korfus Präfekt Petros Evripaios sowie griechische Offiziere und Offizielle wurden von den Italienern festgenommen und an Bord eines italienischen Kriegsschiffs arrestiert. Die griechische Garnison von 150 Mann kapitulierte nicht, zog sich jedoch ins Inselinnere zurück.
Nach der Landung befürchteten italienische Offiziere, britische Staatsbürger könnten getötet oder verwundet worden sein und waren erleichtert, als sie erfuhren, dass keine Briten unter den Opfern waren. Die Residenz des für die Ausbildung an der Polizeischule verantwortlichen britischen Offiziers, der gerade im Urlaub war, wurde von italienischen Soldaten geplündert.

## Reaktionen auf die Bombardierung und Besetzung Korfus
Die griechische Regierung verhängte das Kriegsrecht in Griechenland. Die griechische Flotte wurde angewiesen, sich zum Golf von Volos zurückzuziehen, um eine Konfrontation mit der italienischen Flotte zu vermeiden. In der griechisch-orthodoxen Athener Kathedrale wurde eine Trauerfeier für die Opfer der Bombardierung abgehalten, während die Glocken aller Kirchen ununterbrochen läuteten. Nach dem Gottesdienst brachen Demonstrationen gegen Italien aus. Alle Vergnügungsstätten wurden als Zeichen der Trauer für die Opfer des Bombardements geschlossen.
Auf Protest des italienischen Ministers suspendierte die griechische Regierung die Zeitung Eleftheros Typos für einen Tag, nachdem diese die Italiener als „Flüchtende der Zwölften Isonzoschlacht“ charakterisiert hatte, und entließ den Zensor, weil er den Beitrag hatte durchgehen lassen. Zudem stellte die griechische Regierung eine Abordnung von 30 Mann als Wache für die italienische Delegation in Athen zur Verfügung. Unterdessen verurteilten griechische Zeitungen einheitlich die Handlungen Italiens.
Italien schloss die Straße von Korfu und die Straße von Otranto für griechische Schiffe. Italienische Reedereien wurden angewiesen, Griechenland zu boykottieren, während griechische Reeder, die in italienischem Auftrag unterwegs waren, suspendiert wurden. Griechische Häfen blieben weiterhin für italienische Schiffe offen. In Italiens Häfen wurden griechische Schiffe festgesetzt, und eines wurde in der Straße von Korfu von einem U-Boot festgehalten. Doch schon am 2. September ordnete das italienische Marineministerium an, die griechischen Schiffe in den italienischen Häfen wieder freizugeben.
Erneut brachen in Italien anti-griechische Demonstrationen aus. Die italienische Regierung wies ihre Reservisten in London an, sich in Bereitschaft zu halten. Viktor Emanuel III., König von Italien, kehrte unverzüglich von seiner Sommerresidenz nach Rom zurück. Der italienische Militärattaché, der mit der Untersuchung der Ermordung Tellinis beauftragt worden war, wurde zurückgerufen und griechische Journalisten wurden aus Italien verwiesen.
Albanien verstärkte die griechisch-albanische Grenze und verbot deren Überquerung.
Serbische Zeitungen erklärten, Serbien werde Griechenland unterstützen, während Elemente in der Türkei Atatürk empfahlen, die Gelegenheit zu einem Überfall auf Westthrakien zu nutzen.
Der Vorsitzende der Organisation Near East Relief sagte, er halte die Bombardierung für völlig überflüssig und ungerechtfertigt. Italien wandte sich an die US-amerikanische Gesandtschaft, um gegen diese Aussage Protest einzulegen.
Der Vorsitzende der Kommission für deportierte Frauen und Kinder beim Völkerbund, der Augenzeuge der Bombardierung war, kommentierte: „The crime of Corfu was official murder by a civilized nation … I consider the manner in which Corfu occupied as inhuman.“

## Schlichtung
Am 1. September wandte sich Griechenland an den Völkerbund, aber Antonio Salandra, der italienische Repräsentant beim Völkerbund, informierte den Rat, dass er keine Erlaubnis habe, die Krise zu besprechen. Mussolini verweigerte die Kooperation und forderte, die Sache vor die Pariser Botschafterkonferenz zu bringen. Italien erklärte, den Völkerbund eher zu verlassen, als ihm ein Einschreiten zu gewähren. Großbritannien befürwortete, die Angelegenheit vom Völkerbund lösen zu lassen, Frankreich wehrte sich jedoch dagegen aus der Sorge, dies könne einen Präzedenzfall für den Völkerbund darstellen und in der Folge ein Einschreiten des Bundes bei der französischen Ruhrbesetzung bewirken. Aufgrund Mussolinis Drohung, den Bund zu verlassen, und Frankreichs fehlender Unterstützung wurde die Sache dann tatsächlich an die Pariser Botschafterkonferenz verwiesen. Italiens Prestige war unbeeinträchtigt und Frankreich erleichtert. Die Verweigerung des Völkerbundes, diesen Fall anzunehmen, um keinen Streit einer großen Nation zu schlichten, gilt heute als frühes Beispiel der Schwäche dieser Organisation.
Am 8. September verlautete die Pariser Botschafterkonferenz an Griechenland, Italien und den Völkerbund die Bedingungen, zu welchen der Streit beigelegt werden sollte. Die Entscheidung lautete wie folgt:
1. Die griechische Flotte sollte die italienische mit 21 Salutschüssen grüßen, die daraufhin in den Hafen von Piräus einlaufen sollte, gefolgt von französischen und britischen Kriegsschiffen, welche ebenfalls am Gruß teilnehmen sollten,
2. die Beerdigung solle vom griechischen Kabinett besucht werden,
3. den Toten sollten militärische Ehren in Preveza zuteilwerden,
4. Griechenland solle 50.000.000 Lire auf einem Schweizer Bankkonto als Garantie hinterlegen,
5. das griechische Oberkommando müsse sich bei den Repräsentanten Großbritanniens, Frankreichs und Italiens in Athen entschuldigen,
6. eine griechische Untersuchung der Morde habe stattzufinden, unter Aufsicht einer internationalen Kommission, geleitet vom Japaner Lieutenant-Colonel Shibuya, der Militärattache der japanischen Botschaft war, und bis zum 27. September abgeschlossen zu sein,
7. Griechenland müsse die Sicherheit der Kommission gewährleisten und ihre Kosten bestreiten,
8. Griechenland müsse seine Zustimmung sofort, einzeln und gleichzeitig an die Repräsentanten Großbritanniens, Frankreichs und Italiens in Athen erklären.
9. Zusätzlich erbat die Konferenz die Unterstützung der albanischen Regierung, die Arbeit der Kommission auf albanischem Territorium zu erleichtern.[80]

Griechenland erklärte sich noch am selben Tage einverstanden, Italien zwei Tage später am 10. September. Italien fügte jedoch bei, die Insel erst zu verlassen, wenn Griechenland allen seinen Verpflichtungen nachgekommen sei.
Die Entscheidung der Konferenz wurde in Italien positiv aufgenommen und Mussolini für seinen Erfolg gefeiert.
Am 11. September informierte der griechische Delegierte Nikolaos Politis den Rat, dass Griechenland die 50.000.000 Lire auf dem Schweizer Bankkonto hinterlegt habe. Am 15. September wies die Konferenz Mussolini an, Italien müsse Korfu spätestens am 27. September verlassen.
Am 26. September, vor Ende der Untersuchung, billigte die Konferenz Italien die Entschädigung von 50.000.000 Lire zu, da „the Greek authorities had been guilty of a certain negligence before and after the crime.“
Daneben verlangte Italien von Griechenland 1.000.000 Lire für jeden Tag an Besatzungskosten. Die Konferenz billigte Italien zu, seine Rechte vor einem internationalen Gerichtshof zu verfolgen.
Die Entscheidung der Konferenz wurde in Griechenland mit großer Enttäuschung aufgenommen, nachdem Italien nahezu alle Forderungen von der Konferenz erfüllt worden waren.

## Evakuierung Korfus
Am 27. September wurde die italienische Flagge eingeholt und die italienischen Truppen verließen Korfu. Die italienische Flotte und ein griechischer Zerstörer grüßten die italienische Flagge und, nachdem die griechische Flagge gehisst worden war, salutierte die italienische Flotte sie.
40.000 Einwohner Korfus hießen den Präfekten bei seiner Rückkehr willkommen und begleiteten ihn zur Präfektur. Britische und französische Flaggen wurden in der Menge geschwenkt, die begeistert vor den britisch-französischen Konsulaten demonstrierte.
Dem italienischen Marine-Geschwader wurde befohlen, vor Anker zu bleiben, bis Italien die 50 Millionen Lire erhalten habe.
Die 50.000.000 Lire, welche auf dem Schweizer Bankkonto hinterlegt worden waren, unterstanden der Verfügungsgewalt des Hager Tribunals. Die Bank verweigerte jedoch den Transfer des Geldes nach Rom ohne Zustimmung der National Bank of Greece. Diese erteilte ihre Zustimmung später am Abend.
Die italienische Flotte verließ die Gegend am 30. September mit Ausnahme eines Zerstörers.

## Auswirkungen
Mussolini konnte seine Stellung durch diesen außenpolitischen Erfolg verbessern.
Auf Korfu waren im ersten Vierteljahrhundert des 20. Jahrhunderts viele italienische Opern im städtischen Theater aufgeführt worden. Diese Tradition kam in Folge des Zwischenfalls zu einem Ende. Stattdessen wurden nunmehr griechische Opern und Theaterstücke aufgeführt unter Mitwirkung griechischer Schauspieler wie etwa Marika Kotopouli und Pelos Katselis.

## Fazit
Das eigentliche Motiv für die Invasion war Korfus strategische Lage am Eingang zur Adria.
Die Krise war der erste große Test für den Völkerbund, der jedoch versagte. Es zeigte, dass der Bund schwach und nicht in der Lage war, einen Streit zwischen einer kleinen und einer großen Macht beizulegen. Die Autorität des Bundes wurde von Italien offen untergraben, einem Gründungs- und ständigem Mitglied des Rates. Die Krise war auch ein Misserfolg für die Politik Großbritanniens, welches ein Vorstreiter für den Völkerbund während der Krise gewesen war.
Außerdem zeigten sich Zweck und Ton faschistischer Außenpolitik. Die italienischen Faschisten konnten ihren ersten größeren internationalen Konflikt für sich entscheiden. Italiens Invasion auf Korfu war Mussolinis aggressivster Zug während der 1920er Jahre. Sein Erfolg war zugleich Stütze seiner innenpolitischen Stellung.

## Briefmarken
Am 11. September 1923 hatte ein italienisches Postbüro auf Korfu geöffnet, welches eine Serie von acht italienischen Briefmarken ausgab, überdruckt mit „CORFU“, die ab dem 20. September in den Verkauf gingen. Drei weitere Briefmarken mit Aufdruck in griechischer Währung kamen am 24. September an. Die dritte Briefmarke kostete 2,4 Drachmen für 1 Lire. Das Büro schloss am Mittag des 26. September 1923 und versendete an jenem Vormittag nur noch die morgendliche Post. Das Postamt war 15 Tage lang geöffnet gewesen.
Drei weitere Marken kamen an, als das Büro schloss, sie wurden nie ausgegeben. Sie kamen erst später im Postministerium in Rom in den Verkauf. Viele dieser Marken haben gefälschte Poststempel, aber es ist bekannt, dass hunderte Marken vom Büro gestempelt worden waren, ehe es schloss.

## Personen in wichtigen Rollen in Griechenland und Italien

### Griechenland
- Stylianos Gonatas, Ministerpräsident.
- Nikolaos Politis, griechischer Vertreter beim Völkerbund.
- Georgios Papandreou, Innenminister.

### Italien
- Benito Mussolini, Ministerpräsident.
- Antonio Salandra, italienischer Vertreter beim Völkerbund.
- Viktor Emanuel III., König von Italien.
- General Armando Diaz, Kriegsminister.
- Giulio Cesare Montagna, der italienische Botschafter in Athen.
- Colonel Perone di San Martino, der italienische Militärattaché.
- Admiral Emilio Solari, Kommandeur der italienischen Truppen auf Korfu.
- Admiral Diego Simonetti, Kommandeur der italienischen Flotte in der unteren Adria; er wurde zum Gouverneur Korfus während der Besatzung ernannt.
- Captain Antonio Foschini, Chef des Admiralstabs, der Mann, der dem griechischen Präfekten das Ultimatum überbrachte.

## Weitere Literatur
- James Barros: Mussolini’s first Aggression: the Corfu ultimatum. In: Balkan Studies. Band 2, Nr. 2, S. 257–286 (englisch, uom.gr).
- Harry Hearder: A Short History of Italy. Cambridge University Press, 1963, S. 214–215 (englisch, eingeschränkte Vorschau in der Google-Buchsuche).
- James Barros: The Corfu incident of 1923: Mussolini and The League Of Nations. Princeton University Press, 1965 (englisch).
- Christopher Seton-Watson: Italy from liberalism to fascism: 1870–1925. Routledge Kegan & Paul, 1979, ISBN 978-0-416-18940-7, S. 670–675 (englisch, eingeschränkte Vorschau in der Google-Buchsuche).
- C. C. Jardine: Mussolini and Italy (Modern Times). Longman Group United Kingdom, 1980, ISBN 978-0-582-20426-3, S. 29–30 (englisch, eingeschränkte Vorschau in der Google-Buchsuche).
- James Burgwyn: Italian Foreign Policy in the Interwar Period: 1918–1940. Praeger, 1997, ISBN 978-0-275-94877-1, S. 23–24 (englisch, eingeschränkte Vorschau in der Google-Buchsuche).
- Michael Brecher, Jonathan Wilkenfeld: A study of crisis. University of Michigan Press, 1997, S. 583–584 (englisch, eingeschränkte Vorschau in der Google-Buchsuche).
- Peter Neville: Mussolini. Routledge, 2003, ISBN 978-0-415-24990-4, S. 92–93 (englisch, eingeschränkte Vorschau in der Google-Buchsuche).
- Erik Goldstein, Richard Langhorne: Guide to International Relations and Diplomacy. Bloomsbury Academic, 2004, ISBN 978-0-8264-7301-1, Corfu Incident, 1923, S. 214 (englisch, eingeschränkte Vorschau in der Google-Buchsuche).
- John Gooch: Mussolini and his Generals: The Armed Forces and Fascist Foreign Policy, 1922–1940. Cambridge University Press, 2007, ISBN 0-521-85602-7, S. 45–47 (englisch, eingeschränkte Vorschau in der Google-Buchsuche).
- Christopher Duggan: The Force of Destiny: A History of Italy Since 1796. Houghton Mifflin Harcourt, 2008, ISBN 0-618-35367-4, S. 439–441 (englisch, eingeschränkte Vorschau in der Google-Buchsuche).
- Ιωάννης Σ. Παπαφλωράτος: Η Ελληνοϊταλική κρίση του 1923 Το επεισόδιο Tellini / Κέρκυρας (The Greco-Italian crisis of 1923. The incident Tellini / Corfu). Σάκκουλας Αντ. Ν., 2009, ISBN 978-960-15-2238-8 (griechisch).
- Mark F. Gilbert, Robert K. Nilsson: The A to Z of Modern Italy. Scarecrow Press, 2010, ISBN 978-0-8108-7210-3, S. 114 (englisch, eingeschränkte Vorschau in der Google-Buchsuche).
- Diana Siebert: Aller Herren Außenposten. Korfu von 1797 bis 1944. 2016, ISBN 978-3-00-052502-5, S. 144–157 (englisch).
- Bombardment Of Corfu. (Memento vom 27. Juni 2015 im Internet Archive) (PDF) Geneva, 4. September 1923 (englisch).
- Bombardment Of Corfu. (Memento vom 28. Juni 2015 im Internet Archive) Geneva, 8. September 1923 (englisch).
- GCSE History Notes. 3.4.5 The Corfu Incident (1923), S. 19 (englisch, sdf-eu.org [PDF]).
- Thomas C. Wingfield, James E Meyen (Hrsg.): International Law Studies. Band 77. US Naval War College, Kapitel III State Practice During the Pre-United Nations Period, S. 33–34 (englisch, usnwc.edu [Memento vom 27. Juni 2015 im Internet Archive] [PDF]).
- Patrick Benedict Finney: The Relations between the Entente Powers and Greece, 1923-6. The University of Leeds School of History, September 1993, S. 186–220 (englisch, whiterose.ac.uk [PDF]).